# الاتصالات السلكية واللاسلكية في هاييتي
الاتصالات السلكية واللاسلكية في هاييتي، تشمل الراديو و خدمة الإنترنت والهواتف الثابتة والمتنقلة و التلفزيون.

## الإنترنت

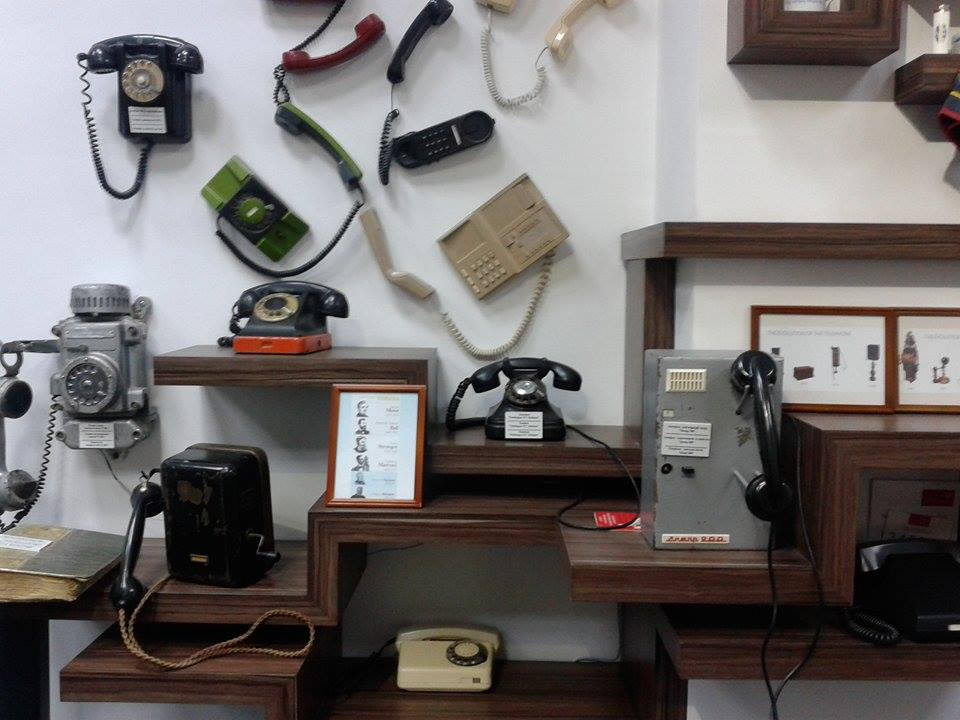

هناك 3 مزودي خدمة الإنترنت يخدمون البلاد: NATCOM  و Access Haiti  و Hainet. قررت هيئة الاتصالات الهاييتية، CONATEL، في شهر أكتوبر من عام 2010 السماح بإدخال خدمات الجيل الثالث من قِبل مزودي خدمة الهاتف المحمول. سيعطيهم ذلك الإمكانية من نشر سرعات الولوج إلى شبكة الإنترنت من خلال الهاتف المحمول عبر شبكاتهم أكثر مما هو متاح حاليًا مع GPRS / EDGE.
NATCOM هي شركة الإنترنت الرائدة في دولة هاييتي مع مجموعة واسعة من حلول الاتصال بالإنترنت، من 4G LTE، وصولا للألياف إلى المنزل والعمل، وحلول من نقطة لاسلكية إلى نقطة لاسلكية أخرى، وإلى حلول متعددة النقاط اللاسلكية. تقدم شركة NATCOM ضمانًا لاتفاقية مستوى الخدمة بفضل شبكتها المحلية القوية وأربع روابط دولية حصرية لشبكات الألياف البحرية العالمية.

## التسعير
اعتبارًا من شهر سبتمبر عام 2017، تم احتساب الضرائب.
تسعير مستهلك الألياف البصرية
التسعير يحتسب شهريًا حسب سرعة التنزيل والمزود
| سرعة التنزيل (ميجابت في الثانية) | ناتكوم               | هينت                  | الوصول إلى هايتي      |
| -------------------------------- | -------------------- | --------------------- | --------------------- |
| 2 ميجابت / ثانية                 | 50.00 دولار أمريكي   | 60.00 دولار أمريكي    | 54.55 دولارًا أمريكيًا  |
| 4 ميجابت / ثانية                 | 90.00 دولارًا أمريكيًا | 100.00 دولار أمريكي   | 99.00 دولارًا أمريكيًا  |
| 6 ميجابت / ثانية                 | 150.00 دولار أمريكي  | 150.00 دولار أمريكي   | 149.00 دولارًا أمريكيًا |
| 8 ميجابت / ثانية                 | 200.00 دولار أمريكي  | 199.00 دولارًا أمريكيًا | 199.00 دولارًا أمريكيًا |
| 12 ميجابت / ثانية                | 250.00 دولار أمريكي  | 250.00 دولار أمريكي   | 249.00 دولارًا أمريكيًا |
| 15 ميجابت / ثانية                | 300.00 دولار أمريكي  | 299.00 دولارًا أمريكيًا | 299.00 دولارًا أمريكيًا |
| 25 ميجابت / ثانية                | 400.00 دولار أمريكي  | 350.00 دولارًا أمريكيًا | 349.00 دولارًا أمريكيًا |

الضرائب المحلية غير مضمونة في الأسعار أعلاه

## الرقابة على الإنترنت
لا توجد قيود حكومية تقيد الوصول إلى الإنترنت أو تقارير موثوقة تفيد بأن الحكومة تقوم بمراقبة البريد الإلكتروني، أو غرف الدردشة على الإنترنت من دون إشراف قضائي.
يكفل القانون حرية التعبير والصحافة، و تحترم الحكومة والمسؤولون المنتخبون بشكل عام هذه الحقوق في الممارسة العملية. وسائل الإعلام المستقلة تبقى نشطة وتعبر عن مجموعة متنوعة من الآراء من دون قيود. مع ذلك، كانت هناك مواقف وحوادث قام فيها مسؤولون محليون بالاعتداء على وتهديد الصحفيين وغيرهم ممن انتقدوا الحكومة.و يشتكي الصحفيون من دعاوى التشهير التي تهددها الحكومة أو ترفعها ضد الصحافة بسبب التصريحات التي أدلوا بها حول موظفين عموميين أو شخصيات خاصة في الساحة العامة.
يحمل التشهير عقوبات جنائية ومدنية. يمارس بعض الصحفيين الرقابة الذاتية على القصص المتعلقة بالتعامل مع المخدرات أو ادعاءات الفساد التجاري والسياسي، ويرجع ذلك على الأرجح إلى أنماط الانتقام السابقة المتبعة ضد الصحفيين والنشطاء المشاركين في التقارير الاستقصائية. يحظر القانون التدخل في الخصوصيات أو الأسرة أو المنزل أو المراسلات، لكن الحكومة لا تلتزم دائمًا بهذه المحظورات في الممارسة في ميدان العمل.

## الإذاعة والتلفزيون
- المحطات الإذاعية : شبكة إذاعية تملكها الحكومة؛ أكثر من 250 محطة إذاعية خاصة واجتماعية مع حوالي 50 محطة FM في Port-au-Pince وحدها (2007).[7]
- المحطات التليفزيونية : عدة محطات تليفزيونية منها واحدة تملكها الحكومة. تتوفر خدمة الاشتراك في تلفزيون الكابل (2007).
- أجهزة التلفزيون : 38120 (1997). [بحاجة لتحديث]
- محطات الإذاعة والتلفزيون في هاييتي عام 2010:[8]

Tele Haiti هي شبكة تلفزيونية اذاعية تقدم خدمات تلفزيونية مدفوعة، مع ما يقارب 140 قناة محلية ودولية على شبكتها TeleHaiti.

## الهواتف
- رمز الاتصال : +509 [7]
- بادئة المكالمات الدولية : 00 [10]

الخطوط الأرضية
في عام 2012، كان هناك 500,000 استخدام لخط رئيسي لتحتل هايتي المرتبة 163 في العالم في استخدام الخطوط الرئيسية.
تحتكر شركة Natcom، نتيجة خصخصةTélécommunities d'Haiti SAM (Teleco) في العام 2010، توفر خدمات الخطوط الأرضية في جميع أنحاء البلاد. اشترت الشركة الفيتنامية Viettel حصة 60 ٪، مع احتفاظ حكومة هاييتي بنسبة 40٪ المتبقية من الشركة.
تمت عرقلة شركة Teleco بشكل مستمر بواسطة التدخل السياسي الذي أثر على أدائها. كانت شركة Teleco مصدرًا صافيًا للإيرادات للحكومة في السبعينيات وأوائل الثمانينيات، ثم بدأت ثروات الشركة في الانخفاض.[بحاجة لمصدر]
الهاتف الخلوي المتنقل
على الرغم من الفقر الواسع النطاق، ولكن ارتفعت معدلات تغطية الهاتف المحمول في دولة هاييتي من 6٪ إلى 30٪ في عام واحد (من شهر مايو 2006 إلى مايو من عام 2007). تعد هايتي الآن القوة الدافعة في نمو الهواتف المحمولة في منطقة البحر الكاريبي، بينما يظل الراديو وسيلة المعلومات الأساسية لمعظم الشعب الهايتيي.[بحاجة لمصدر]
- 6.1 مليون خط هاتف محمول (المرتبة 102 في العالم) تغطي 61.6٪ من السكان (2012).[7]
- كان هناك اثنان من مزودي خدمات الهاتف الخلوي الرئيسيين: Comcel / Voila و Haitel حتى عام 2006 عندما بدأت شركة Digicel ، إحدى شركات Denis O'Brien ، في خدمة شبكة هايتي. في وقت لاحق، اشترت Natcom 60 ٪ من Teleco (شركة الخطوط الأرضية الرئيسية في هايتي لحوالي 4 عقود) في عام 2011 ، ثم أصبحت منافسًا مباشرًا لشركة Digicel.
  - Comcel ، وهي شركة تابعة لشركة Trilogy International Partners، LLC ، كانت شركة TDMA التي أطلقت خدماتها في سبتمبر 1999. [ بحاجة لمصدر ]
  - فازت Digicel Haiti ، إحدى الشركات التابعة لمجموعة Pan-Caribbean Digicel Group ، بأول رخصة GSM في هايتي في يونيو 2005 وأطلقت الخدمة في أوائل عام 2006.[11]
  - اعتمدت شركة هايتل، وهي شركة مستقلة أسسها فرانك سينيه، وهو أمريكي من أصل هايتي ومدير تنفيذي سابق لشركة MCI Inc ، تقنية CDMA. [ بحاجة لمصدر ]

في شهر مايو من عام 2006، كان لدى شركة Comcel و Haitel ما مجموعه حوالي 500,000 مشترك، بمعدل تغطية للهاتف الخلوي بنسبة 6 ٪ لسكان دولة يبلغ عددهم 8.2 مليون نسمة. دخلت شركة Digicel السوق في شهر مايو من عام 2006. و بعد عام واحد من العمليات، من مايو 2006 إلى مايو 2007 ، انتقلت شركة Digicel من صفر مشترك إلى 1.4 مليون مشترك. استجابت شركتا الهواتف الخلوية الآخرى، Comcel و Haitel، بخفض أسعارهما وتقديم خدمات جديدة مثل Voilà، و خدمة GSM من Comcel، و CDMA 2000 من قبل Haitel. و نتيجة لذلك، زاد عدد مشتركي Comcel و Haitel من 500 ألف مشترك إلى مليون مشترك. اعتبارًا من أبريل 2012، لدى شركة Digicel حوالي 3.5 مليون مشترك في الهواتف المحمولة في هاييتي. و في مايو 2007، بدأت شركة Digicel في تقديم خدمتي BlackBerry مع الإنترنت، واحدة للمؤسسات، والأخرى للأفراد. و في 30 مارس 2012، استمرت شركة Digicel الاستحواذ على Comcel / Voila ، منافسها الرئيسي في سوق هايتي. 
النظام
- تعد البنية التحتية للاتصالات في هايتي من بين أقل البنية التحتية تطوراً في أمريكا اللاتينية ومنطقة البحر الكاريبي (2010).[7]
- المرافق المحلية بالكاد كافية.
  - تتوسع خدمات الهاتف الخلوي المتنقل بسرعة ويرجع ذلك جزئيًا إلى إدخال هواتف GSM منخفضة التكلفة (2010).
  - تتجاوز الكثافة الهاتفية الخلوية المتنقلة 40 لكل 100 شخص (2010).
  - خدمة جذع كابل متحد المحور وراديو ميكروويف.
- المرافق الدولية أفضل قليلاً.
  - المحطات الأرضية الساتلية : 1 Intelsat (المحيط الأطلسي) (2010).

## إنترنت
- نطاق المستوى الأعلى لرمز دولة هاييتي هو .ht [7] ويديره اتحاد NIC.ht Consortium FDS / RDDH [13] اعتبارًا من مارس 2009 ، تم تسجيل 1155 اسم نطاق.
- مستخدمو الإنترنت : 1.3 مليون مستخدمون 165 في العالم ؛ 12.2 ٪ من السكان، 168 في العالم (2015).[14][15]
- النطاق العريض الثابت : غير معروف (2012).[16]
- النطاق العريض المتنقل: 15781 اشتراكاً، المرتبة 137 في العالم ؛ 0.2 ٪ من السكان، 144 في العالم (2012).[17]
- مضيفو الإنترنت : 555 مضيفًا، المرتبة 181 في العالم (2012).
- IPv4 : 124,160 عنوانًا مخصصًا، أي أقل من 0.05٪ من الإجمالي العالمي، 13 لكل 1000 شخص.[18][19]

## فهرس
- ""New" Media Crucial in Aftermath of Haitian Earthquake"، مجلة كولومبيا للصحافة  [لغات أخرى]‏، US، 2010، مؤرشف من الأصل في 2023-05-19{{استشهاد}}:  صيانة الاستشهاد: علامات ترقيم زائدة (link)

## روابط خارجية
- Hainet نسخة محفوظة 2020-11-28 على موقع واي باك مشين.
- NIC.ht ، المسجل .ht.
- Télévision Nationale d'Hati (TNH)
- الوصول إلى هايتي
- Digicel هايتي
- ناتكوم